# هيو سميث (لاعب كرة قدم أمريكية)
هيو سميث (بالإنجليزية: Hugh Smith)‏ هو لاعب كرة قدم أمريكية أمريكي، ولد في 27 أغسطس 1934 في هنريتا في الولايات المتحدة، وتوفي في 12 مايو 2016 في إنديانابوليس في الولايات المتحدة.

## وصلات خارجية
- هيو سميث على موقع مرجع كرة القدم المحترفة.كوم (الإنجليزية)